# Lars Peter Lueg
Lars Peter Lueg (* 5. Oktober 1974 in Gießen) ist ein deutscher Sprecher, Autor, Produzent und Regisseur von Hörspielen, sowie Hörbuchverleger. Er ist vor allem durch zahlreiche Produktionen und Regiearbeiten von Offenbarung 23, Jack Slaughter, H. P. Lovecraft Necronomicon und hier insbesondere durch Der Flüsterer im Dunkeln aus der gleichnamigen Reihe bekannt.

## Wirken
- 1990–1991 Freier Mitarbeiter der Jugendsendung Radio Unfrisiert (HR)
- 1993–1996 Gitarrist und Tourmanager der Gruppe „Zmirnoff“
- 1996–1998 Gesellschafter von "Kawumm! Musikproduktion"
- 1998–2002 Geschäftsführer von LPL Productions (Tonstudio)
- 1999–2000 Selbstständiger Künstlermanager
- 2001–2002 Gesellschafter von „Popstarcasting.com“
- seit 2002 Inhaber von „LPL records“ (Tonträgerfirma & Hörbuchverlag)
- ab 2011 Executive Producer von „Deluxe-Image.de“

## Hörbücher und Hörspiele
- Offenbarung 23
- Jack Slaughter
- H. P. Lovecraft Necronomicon
- Necroscope
- Handyman Jack von Francis Paul Wilson

## Privatleben
Lueg ist verheiratet und hat drei Kinder. Das Ehepaar Lueg betreibt seit dem 10. März 2013 einen YouTube-Kanal, in dem es hauptsächlich um vegane Ernährung und um pseudowissenschaftliche Themen geht. So nennt Lueg in mehreren Videos alternative Medizin und Homöopathie als Alternativen für die Behandlung von Krebs. Lueg erhielt für diesen Kanal einen Strike. Im März 2021 ist die Familie in die Türkei nach Alanya ausgewandert. Aus diesem Grund eröffnete das Ehepaar einen Zweitkanal, in welchem es über die Gründe für die Auswanderung und über das Leben in der Türkei spricht. Ursachen für die Auswanderung waren das Klima sowie die Coronamaßnahmen. 
Die Eheleute Lueg sind Impfgegner und lehnen Schutzmaßnahmen wie das Tragen einer Maske ab und bezeichnet die Bundesrepublik Deutschland als Diktatur und wirft den Medien in Deutschland vor, Propaganda zu betreiben. Das Paar nutzt den Zweitkanal auch als Werbeplattform für einen lokalen Immobilienmakler.

## Auszeichnungen
- 2003: Deutscher Phantastik Preis: Der Cthulhu Mythos
- Gold für mehr als 1.000.000 verkaufte Tonträger
- 2008: Ohrkanus in der Kategorie „Hörbuch des Jahrzehnts“ neben David Nathan für Der Flüsterer im Dunkeln nach H.P. Lovecraft
- Deutscher Phantastik Preis: Necronomicon
- hörBücher Grandios: Jäger der Finsternis
- Hörspiel-Award: Beste Serie
- Hörspiel-Award: Beste Serienfolge
- Hörspiel-Award: Bestes Newcomer-Label